# Mieczysław Wojciechowski (1896–1940)
Mieczysław Wojciechowski, ps. Wyrwień (ur. 1 czerwca 1896 w Załoźcach, zm. wiosną 1940 w Charkowie) – kapitan piechoty Wojska Polskiego, działacz niepodległościowy, ofiara zbrodni katyńskiej.

## Życiorys
Urodził się 1 czerwca 1896 w Załoźcach, w ówczesnym powiecie brodzkim Królestwa Galicji i Lodomerii, w rodzinie Józefa i Julii.
W czasie I wojny światowej walczył w szeregach armii austriackiej oraz działał w Polskiej Organizacji Wojskowej we Lwowie. 11 września 1919 jako chorąży byłej armii austro-węgierskiej został przyjęty do Wojska Polskiego, mianowany podporucznikiem, zaliczony do I rezerwy armii, powołany do służby czynnej na czas wojny i przydzielony do grupy generała Hallera. Pełnił służbę w 51 pułku piechoty. Od 1 czerwca 1919 do 1 marca 1921, łącznie przez sześć miesięcy, dowodził kompanią na froncie. Następnie walczył w składzie załogi pociągu pancernego nr 10, a później jako dowódca pociągu pancernego nr 15 i dowódca dywizjonu pociągów pancernych. Był ranny. 1 czerwca 1921 pełnił służbę w 1 dywizjon pociągów pancernych, a jego oddziałem macierzystym był 51 pp.
Po zakończeniu działań wojennych pozostał w wojsku jako oficer zawodowy i kontynuował służbę w 51 pp w Brzeżanach. 3 maja 1922 został zweryfikowany w stopniu kapitana ze starszeństwem od 1 czerwca 1919 i 985. lokatą w korpusie oficerów piechoty. W listopadzie 1926 został przeniesiony do 54 pułku piechoty w Tarnopolu. W październiku 1931 został przeniesiony do 55 pułku piechoty w Lesznie. W marcu 1934 został zwolniony z zajmowanego stanowiska i oddany do dyspozycji dowódcy Okręgu Korpusu Nr VII, a z dniem 31 lipca tego roku przeniesiony w stan spoczynku.
W czasie kampanii wrześniowej 1939, po agresji ZSRR na Polskę, dostał się do niewoli sowieckiej i został osadzony w obozie w Starobielsku. Wiosną 1940 został zamordowany przez funkcjonariuszy NKWD w Charkowie i pogrzebany potajemnie w bezimiennej mogile zbiorowej w Piatichatkach, gdzie od 17 czerwca 2000 roku mieści się oficjalnie Cmentarz Ofiar Totalitaryzmu w Charkowie. Figuruje na liście Gajdideja pod poz. 545.
5 października 2007 minister obrony narodowej Aleksander Szczygło mianował go pośmiertnie na stopień majora. Awans został ogłoszony 9 listopada 2007 w Warszawie, w trakcie uroczystości „Katyń Pamiętamy – Uczcijmy Pamięć Bohaterów”.

## Ordery i odznaczenia
- Krzyż Niepodległości – 2 sierpnia 1931 „za pracę w dziele odzyskania niepodległości”[31][12][32]
- Krzyż Walecznych[33]
- Medal Pamiątkowy za Wojnę 1918–1921
- Medal Dziesięciolecia Odzyskanej Niepodległości

25 czerwca 1938 Krzyża i Medalu Niepodległości ponownie rozpatrzył jego wniosek, lecz Krzyża Niepodległości z Mieczami nie przyznał.